# 阿不都热依木·阿吉依明
阿不都热依木·阿吉依明（維吾爾語：ئابدۇرېھىم ھاجىئىمىن‎，拉丁维文：Abdurëhim Haji-emin，1943年—2011年7月3日），维吾尔族，中华人民共和国政治人物，中华全国归国华侨联合会原副主席，新疆维吾尔自治区政协原副主席，第九、十届全国政协委员。